# مايك ووفورد
مايك ووفورد (بالإنجليزية: Mike Wofford)‏ هو عازف بيانو وعازف جاز أمريكي، ولد في 25 فبراير 1938 في سان أنطونيو في الولايات المتحدة.

## وصلات خارجية
- مايك ووفورد على موقع ميوزك برينز (الإنجليزية)
- مايك ووفورد على موقع أول ميوزيك (الإنجليزية)
- مايك ووفورد على موقع ديسكوغز (الإنجليزية)